# ریونرو سانیتیکو
ریونرو سانیتیکو (به ایتالیایی: Rionero Sannitico) یک کومونه در ایتالیا است که در استان ایسرنیا واقع شده‌است. ریونرو سانیتیکو ۲۹٫۰ کیلومتر مربع مساحت و ۱٬۱۷۹ نفر جمعیت دارد.